# Patronym
Ein Patronym oder Vater(s)name (griechisch πατρωνυμία patrōnymía oder πατρωνυμικόν patrōnymikón [sc. ὄνομα ónoma]) ist ein vom Vornamen des Vaters oder eines entfernteren männlichen Vorfahren abgeleiteter Name. Nimmt der Name auf die Mutter Bezug, so nennt man ihn Metronym (zu μήτηρ mḗtēr) oder latinisiert Matronym (zu mater).
Prinzipiell sind zwei Arten zu unterscheiden:
- der von Vater oder Mutter, auch Großvater oder Großmutter abgeleitete, nicht vererbliche Name zusätzlich zum oder anstelle vom Familiennamen (echtes Patro-/Metronym; bisweilen mit einer Erbnamensitte verbunden)
- der von Vater, der Mutter oder einem entfernteren Vorfahren abgeleitete Name, der als Familienname auf die Abkömmlinge übergeht (patro-/metronymischer Familienname; Familienname mit Abstammungsbezeichnung).

Patronyme sind abzugrenzen von Namen, die „Verwandtschaft im Geiste“ ausdrücken und so beispielsweise auf Paten oder religiöse Gestalten Bezug nehmen, wobei ebenfalls Abstammungsbezeichnungen vorkommen können (z. B. amharisch ወለተ ማርያም Wälättä Maryam „Tochter von Maria“, ወልደ ስላሴ Wäldä Sǝllase „Sohn der Trinität“).

## Allgemeines

### Sprachliche Form
Sprachlich kann das Patronym in folgenden Formen auftreten:
- in Verbindung mit einer Abstammungsbezeichnung (z. B. arabisch ابن ibn bzw. im Kontext بن bin/بنت bint; hebräisch בֵּן ben/בַּת bat; aserbaidschanisch oğlu/qızı; türkisch oğlu/kızı); auch als
  - Präfix (z. B. schottisch-gälisch Mac/Nic)
  - Suffix (z. B. isländisch -son/-dóttir)

– alle in der Bedeutung „Sohn/Tochter von“
- mit rein morphologischer Kennzeichnung (z. B. russisch -ович/-овна -owitsch/-owna; armenisch genitivisch -ւ -u/-w)
- ungekennzeichnet (also wie ein weiterer Vorname)
- abgekürzt (z. B. im Tamil vorangestellt)

### Rechtliche Behandlung

#### Länder mit Patronym
Echte Patronyme sind beispielsweise in folgenden Ländern von Rechts wegen ausdrücklich vorgesehen:
- neben Familiennamen:
  -  Bulgarien: бащино име (baschtino ime)[1] bzw. презиме (presime)[2]
  -  Russland: отчество (ottschestwo)[3]
  -  Belarus: імя па бацьку (imja pa bazku)[4]
  -  Ukraine: по батькові (po batkowi)[5]
  -  Moldau: patronimic[6]
  -  Armenien: հայրանունը (hajranowne)[7]
  -  Aserbaidschan: atasının adı[8]
  -  Kasachstan: әкесінің аты (äkesining aty)[9]
  -  Usbekistan: otasining ismi[10]
  -  Kirgisistan: атасынын аты (atasynyn aty)[11]
  -  Tadschikistan: номи падар (nomi padar)[12]
  -  Mongolei: эцгийн/эхийн нэр (ezgiin/echiin ner)[13]
  -  Äthiopien: የአባት ስም (yä-abbat sǝm)[14]
- anstelle von Familiennamen:
  -  Island: föður- eða móðurnafn[15] – Name des Vaters oder der Mutter als Kennzeichnungsname (kenninafn)
  -  Eritrea: ስም ኣቦን፡ ስም ኣቦሓጎን (sǝm abbon sǝm abboḥaggon)[16] – Name des Vaters und des Großvaters
  -  Somalia: magaca aabbaha iyo kan awoowaha/اسم الأب والجد (ism al-ab wa-'l-ǧadd)[17] – Name des Vaters und des Großvaters

In Skandinavien besteht die Möglichkeit, ein Patronym für ein Kind zum Familiennamen zu machen:
- Dänemark: Patronymnavne og andre efternavne – forældrenes fornavn[18]
- Schweden: Efternamn – föräldrarnas förnamn[19]
- Norwegen: Avledede etternavn – foreldrenes fornavn[20]

#### Deutschland
Das deutsche Sachrecht kannte bis 2024 nur Vor- und Familiennamen (§ 21 PStG). Ein echtes Patronym war bis dahin also für eine von Geburt an deutsche Person nur als weiterer Vorname möglich. Seit der Reform des Namensrechts durch den Bundestag vom 12. April gilt: Als Geburtsname eines Kindes, das der friesischen Volksgruppe angehört, kann auch ein Patronym, d. h. eine Ableitung vom Vornamen des Vaters, oder ein Matronym, d. h. eine Namensableitung vom Vornamen der Mutter bestimmt werden.
Für die Namensführung von Ausländern ist deren Heimatrecht maßgeblich (Art. 10 EGBGB). Ein echtes Patronym bleibt also grundsätzlich erhalten und wird ins Personenstandsregister entweder als so genannter Zwischenname oder, wenn es den Familiennamen ersetzt, als Familienname eingetragen. Ein Zwischenname wird im Meldewesen wie ein weiterer Vorname behandelt.
Ist für das Personenstandsregister eine Umschrift erforderlich, so ist nach Möglichkeit die in einer Urkunde des Heimatstaates wie dem Reisepass enthaltene Umschrift zu übernehmen; hilfsweise ist nach ISO-Norm umzuschreiben. Es kommt insbesondere im osteuropäischen Bereich vor, dass Vor- und Familienname im Reisepass auch in einer meist am Englischen orientierten Umschrift eingetragen sind, das Patronym aber nur in Originalschrift. In diesem Fall werden Vor- und Familienname nach dem Reisepass, das Patronym jedoch gemäß ISO-Umschrift erfasst.
Bei einem Statutenwechsel hin zum deutschen Recht infolge von Einbürgerung oder Rechtswahl (anlässlich Eheschließung oder Geburt, Art. 10 Abs. 2 und 3 EGBGB) räumt Art. 47 EGBGB gewisse Wahlmöglichkeiten ein. So kann ein echtes Patronym, das neben einem Familiennamen steht, unter Angleichung an das deutsche Recht zum weiteren Vornamen werden oder auch entfallen. Wird keine derartige Erklärung abgeben, bleibt das Patronym als solches bestehen, es wird aber z. B. im Reisepass nicht angegeben. Wurde bisher kein Familienname geführt, so wird beim Statutenwechsel ein Patronym gegebenenfalls zum Familiennamen (Beispiel: Yared Dibaba).

## Namensbildung nach Sprache

### Westgermanische Sprachen

#### Deutsch
Familiennamen sind seit dem Spätmittelalter üblich, und Patronymika werden sekundär fixiert. Das Patronym konnte allein oder in Verbindung mit einem Familiennamen gebraucht werden. Beispiel: Peter Aretz Hauser „Peter Hauser, Arnolds Sohn“. In alten Urkunden ist er dann als Peter Aretz, Peter Hauser oder Peter Aretz Hauser zu finden. Im Herzogtum Schleswig, in dem sich der deutsche, dänische und friesische Sprachraum treffen, wurden Familiennamen per königlich-dänischem Dekret erst 1771 eingeführt. Dennoch blieb die patronymische Namensgebung noch bis in das 19. Jahrhundert in vielen Orten in Gebrauch.
Im deutschen Sprachraum sind etliche Vorsilben und Endungen bekannt:
- Die Bildung des Patronyms erfolgte im norddeutschen Sprachraum nach dänischem Vorbild oft durch Anhängen der Endung -sen („Sohn“) an den Vornamen. Beispiel: Peter Jans-sen „Peter, Sohn des Jan“
- Im nordostdeutschen Sprachraum sind oft Patronyme mit der Endung -ke/-cke (niederdeutsche Verkleinerungsform) zu finden. Beispiel: Geri-cke „der Kleine vom Gerhardt (oder Gerd)“ / „Sohn des Gerhardts (oder Gerds)“. Seit der napoleonischen Gesetzgebung 1808 bzw. 1811 zur Fixierung der Nachnamen setzte sich allmählich durch, dass als Nachname nicht der väterliche Vorname übernommen wurde.
- Auch waren Patronyme auf Genitiv-Endungen verbreitet.
  - im ganzen Nordwesten auf -s (starker Genitiv), z. B. Hendricks, Hermanns, Mertens. Ob es sich bei einem aus einem Vornamen gebildeten Familiennamen um eine patronymische Ableitung auf -sen mit verschliffener Endung oder um ein Genitiv-s handelt, lässt sich nur ermitteln, wenn der Name auf seinen Ursprung zurückgeführt wird.[30]
  - Namen auf -en (schwacher Genitiv) im nordwestlichen und westlichen Deutschland in einem Saum von Ostfriesland über Emsland, Westmünsterland, Niederrhein, Eifel, Hunsrück bis zum Saarland. Teils auch an der schleswig-holsteinischen Westküste, vor allem in Nordfriesland. Das Suffix -en wurde bei Rufnamen verwendet, die entweder auf einen Vokal oder überwiegend auf die Konsonanten -t, -s, -z enden, z. B. Otten (aus Otto), Kuhnen (Kuno), Kürten (Kurt), Hansen (Hans), Heinzen (Heinz). Auch weitere Konsonanten sind bekannt.
  - schwacher und starker Genitiv können, vor allem im Niederdeutschen, miteinander kombiniert sein, z. B. Kun-en-s (zu Kuno).
  - Latinisierte Formen lauten auf -i, -is, -ae (z. B. Pauli, Wilhelmi, Caspari, Michaelis, Andreae).
- In althochdeutscher Zeit wurden Patronyme mit der Endung -ing (Alberding zu Albert, Humperding zu Humbert) gebildet; diese Bildung verschwand bald, hielt sich insbesondere in Westfalen aber länger.
- Im ganzen Süden des deutschen Sprachgebiets, somit auch in der Schweiz und in Österreich, ist die Bildung auf -er weitaus am häufigsten, teils auch in der Variante -ler.
- Seltener ist -man, ein altes Diminutiv.[32]
- Ableitungen, die sich auf die Mutter beziehen, trifft man im deutschen Sprachraum seltener. So führt beispielsweise der Name Tilgner auf Ottilie, Trienes auf Trina oder Triene zurück.
- An das Patronym angelehnt sind die in der Schweiz noch anzutreffenden „Dorfnamen“ als mündlich verwendete Beinamen. Meist werden diese aus der Bezeichnung der Hofstatt und dem Vornamen gebildet. Ist dies zu wenig eindeutig, fließt zusätzlich der Vatersnamen ein.[33]
- Seit der Änderung des Namensrechtes, das am 1. Mai 2025 im gesamten Gebiet der Bundesrepublik Deutschland in Kraft tritt, sind Patronyme sowie Matronyme wieder als Nachnamen zulässig.[34]

#### Friesisch
Das patronymische System erlosch in Ostfriesland Mitte des 19. Jahrhunderts. Es wurde auf Anordnung Napoleons im Jahre 1811 verboten (Dekret vom 18. August 1811, Einführung des Code Napoléon). Ähnliches erließ 1826 König Georg IV. von Hannover (Verordnung des Jahres 1826, die Namensgebung betreffend, 12. Mai 1826), bekräftigt 1857 (Erlass vom 23. Dezember 1857).
Zuvor erhielten die Söhne die Vornamen ihrer Großeltern, der erste Sohn den des Großvaters väterlicherseits, der zweite Sohn des Großvaters mütterlicherseits (Erbnamensitte). Ähnlich wurden die Namen der Töchter vergeben. Bei den weiteren Kindern folgten Onkel, Tanten, aber auch Taufpaten. Als Familiennamen trugen die Kinder den Vornamen des Vaters versehen mit einem Genitiv-s. Die Frauen behielten bei der Heirat in der Regel ihren Namen. Die ost- und westfriesische Patronymbildung erfolgte durch Anhängen von Genitivendungen: Friesisch auf -a: Fockena zu Focko, Albertsma zu Albert, Ludinga zu Ludo.
Ebenfalls bis in das 19. Jahrhundert war die patronymische Namensgebung in Nordfriesland üblich. 1771 wurde diese Praxis im Herzogtum Schleswig verboten, blieb aber im Westteil der Insel Föhr und auf Amrum bis 1828 erhalten, da diese Landesteile als Königliche Enklaven in Schleswig direkt zum dänischen Königreich gehörten. Auf Föhr und Amrum wurde hierfür auch die genitivische Form des Rufnamens des Vaters verwendet, während bei festlandfriesischen Familiennamen die Endung -sen wie im Dänischen und Jütischen für „Sohn des“ steht. Als im Laufe des 19. Jahrhunderts feste Familiennamen aufkamen, änderten viele inselfriesische Familien ihre Namen von der Genitivform in die -sen Form um, so Ketels zu Ketelsen, Knuten zu Knudsen.

#### Niederländisch
In den Niederlanden erfolgte die Bildung wie im Deutschen und zusätzlich mit der Endung -zoon. Diese Form wurde häufig auch zusammengezogen z. B. zu Jansz, Di(e)rksz, Cornelisz usw.
Jedoch waren im Norden des Landes auch die Endungen -ma und -sma (Reemtsma) in Gebrauch. In der Provinz Friesland sind sie noch heute offiziell in Gebrauch. Gebildet werden sie mit der Endung -s. Als weibliche Endung findet man -dochter.

### Nordgermanische Sprachen
Besonders häufig treten patronymisch abgeleitete Familiennamen in skandinavischen Ländern auf.

#### Dänisch
In Dänemark erfolgt die Bildung durch die Endung -sen, früher auch -søn, weibliches Suffix ist -datter „Tochter“. Im Jahr 1771 wurde mit einem Reskript im früheren dänischen Herzogtum Schleswig (Sønderjylland) erstmals bestimmt, dass Kinder einen festen Nachnamen erhalten sollten. Ein ähnliches Reglement wurde mit der 1828 beschlossenen Taufverordnung (Dåbsforordningen) im übrigen Dänemark eingeführt. Im dänischen Adel waren feste Familiennamen bereits im 16. Jh. verbreitet, was in einem Königsbrief von 1526 bekräftigt worden war.
Mit Inkrafttreten des neuen dänischen Namensrechts (Navneloven) am 1. April 2006 können Eltern ihren Kindern wieder einen Vatersnamen bzw. Muttersnamen mit -søn oder -datter als Familiennamen geben (siehe dort § 7 Nr. 1).
Beispiel:
- Vater: Morten Jakobsen
- Mutter: Gunhild Jakobsen
- Sohn: Nikolaj Mortensøn / Mortenssøn oder Nikolaj Gunhildsøn / Gunhildssøn[42]
- Tochter: Vibeke Mortensdatter oder Vibeke Gunhildsdatter[42]

In Dänemark gilt also nicht mehr der Grundsatz, dass Kinder den gleichen Familiennamen führen müssen wie zumindest ein Elternteil.

#### Schweden
In Schweden erfolgte die Bildung für Söhne mit der Endung -son, für Töchter mit der Endung -dotter. Ab ungefähr der Zeit der schwedischen Reichsgründung im Jahr 1523 gaben sich Adelige, Handwerker und Soldaten zunehmend Familiennamen. Patronyme waren jedoch bis in die 1860er Jahre sehr häufig. Bis in das 20. Jahrhundert gab es keine feste Namensgesetzgebung. Mit der Einführung einer solchen im Jahr 1901 wurden Patronyme verboten. Bis in die 1960er Jahre hinein gab es jedoch Ausnahmen. Ab 1982 konnten patronymische bzw. metronymische Namen auf Antrag hin wieder geführt werden. Seit dem 1. Juli 2017 sind Eltern frei, ihren Kindern ein echtes Patronym oder Metronym statt des üblichen Familiennamens zu geben.
Die meisten schwedischen Nachnamen, die mit -son enden, sind heute keine echten Patronyme, sondern Familiennamen (sekundäre Patronymika). Namen, die auf -son enden, sind nach wie vor üblich. Ungefähr 3 Mio. Schweden, also ein Drittel der Gesamtbevölkerung, tragen einen solchen Namen. Der häufigste Nachname in Schweden ist bis heute Johansson mit rund 280.000 Trägern. Namen auf -dotter sind hingegen selten. Im Jahr 2004 trugen nur knapp 4.000 Schweden einen solchen Namen.
Im Jahr 2022 beantragte eine Bürgerin der Insel Gotland, ihren Nachnamen mit der gutnischen Endung -dotri (statt schwedisch -dotter) führen zu dürfen. Gegen die positive Entscheidung des Verwaltungsgerichts in Stockholm legte die zuständige Behörde Berufung ein. Das Berufungsgericht urteilte jedoch letztlich im Sinne der Bürgerin.

#### Norwegen
In Norwegen kommt Bildung auf -sen vor. Patronyme waren hier allerdings nie so häufig wie in den anderen skandinavischen Ländern. Viel verbreiteter sind hier die Herkunftsnamen, das heißt, der heutige Familienname ist der Name des Hofes, woher die Familie ursprünglich stammt.

#### Island
Island kennt nur in Ausnahmefällen Familiennamen, hier sind die Patronyme bis heute offizieller Nachname. Auch Metronyme sind in Gebrauch, allerdings seltener. Die Bildung erfolgt männlich mit Hinterglied -son bzw. weiblich durch -dóttir, beispielsweise Freydís Eríksdóttir („Tochter des Erík“) oder Eilífr Goðrúnarson („Sohn der Goðrún“). Seit 2019 gibt es mit -bur auch eine Endung für diverse und nichtbinäre Geschlechtsidentitäten.
Sollten zwei Personen denselben Vor- und Nachnamen tragen, wird zusätzlich noch der Großvater bzw. die Großmutter berücksichtigt. Dabei wird das Hinterglied noch durch ein -ar ergänzt, beispielsweise Gunnar Kristjánsson Bjarnasonar („Gunnar, Sohn des Kristján, Enkel des Bjarni“).

#### Färöer
Auf den Färöern gilt das isländische Prinzip optional.

### Vereinigte Staaten
Das sehr häufige Auftreten des Familiennamens Johnson in den Vereinigten Staaten, überwiegend an der Ostküste, einschließlich der Südstaaten bis Texas, auch an Teilen der Westküste, weist zunächst auf die große Anzahl niederländischer und skandinavischer Einwanderer im 17. Jahrhundert hin, mit der explizit viele Johanzoons, resp. Johanssons mit ihren Familien an die Küsten der Neuen Welt gekommen waren. Da diese Siedler der Ersten Welle dort reichlich Land vorfanden, ließen sie sich als Farmer nieder und mussten noch nicht weiter ins Landesinnere ziehen. Mit der Zeit hatte sich – über die Schreibweise des englischen Vornamens John – der Familienname zu Johnson geformt. Da – bis zum Sezessionskrieg – alle Sklaven den Nachnamen ihrer Herrschaftsfamilien annehmen mussten, ist Johnson hauptsächlich wegen des überwiegenden Vorkommens in der afroamerikanischen Bevölkerung der häufigste Familienname in den USA.

### Slawische Sprachen
In Russland ist das Patronym (о́тчество otschestwo, meist übersetzt als „Vatersname“) ein regulärer Namensbestandteil, der auf den Vornamen folgt und dem Familiennamen voransteht. Ähnliche Regelungen bestehen in Belarus, der Ukraine und Bulgarien.
Gebildet wird das Patronym durch Anhängen eines Suffixes:
- Russisch: -owitsch, -ewitsch und manchmal -itsch (männlich) bzw. -owna oder -ewna sowie selten -itschna, -initschna (weiblich)
- Bulgarisch: -ow oder -ew (männlich), -owa oder -ewa (weiblich)
- Ukrainisch: -owytsch oder -ewytsch (männlich), -iwna (weiblich)
- Belarussisch: -awitsch (männlich), -auna (weiblich)
- Polnisch: -owicz, -ewicz und manchmal -icz (männlich), -owna oder -ewna (weiblich)

Beispiele:
- Alexander Sergejewitsch Puschkin, „Alexander Puschkin, Sohn des Sergej“
- Wladimir Iljitsch Uljanow, „Wladimir Uljanow, Sohn des Ilja“ (Lenins bürgerlicher Name)
- Alexandra Michailowna Kollontai, „Alexandra Kollontai, Tochter des Michail“
- Julija Wolodymyriwna Tymoschenko, „Julija Tymoschenko, Tochter des Wolodymyr“

Das Patronym steht im Russischen immer unmittelbar nach dem Vornamen („Alexander Sergejewitsch Puschkin“). In Dokumenten können Vorname und Patronym auch zusammen nach dem Familiennamen genannt werden („Puschkin Alexander Sergejewitsch“). Dies stiftet unter Ausländern gelegentlich Verwirrung über die Namensbestandteile, da im Russischen in diesen Fällen kein Komma nach dem Familiennamen gesetzt wird. Wird nur das Initial des Patronyms genannt, so wird immer auch der Vorname abgekürzt („A. S. Puschkin“). In deutschen Texten wird der Vatersname russischer Personen nur dann genannt, wenn eindeutige Identifizierbarkeit einer Person und Vollständigkeit besonders erwünscht sind, etwa in Lexika. In einfachen Texten – etwa in Medienberichten – wird hingegen auf den Vatersnamen verzichtet.
Die höfliche Anrede unter Personen, die sich siezen, besteht im Russischen aus dem Vornamen und dem Patronym („Здравствуйте, Александр Сергеевич“! – „Ich grüße Sie, Alexander Sergejewitsch!“). Eine Anrede mit dem Familiennamen nach westlichem Muster („Herr Puschkin“) ist sprachlich zwar möglich, klingt im Russischen aber trocken und betont den Abstand. Allerdings wird sie bei Ausländern ohne Vatersnamen verwendet. Unter guten Bekannten, die sich – wie auch in anderen Ländern üblich – nur mit dem Vornamen ansprechen, kann eine kumpelhafte Anredeform in Ausnahmefällen nur aus dem Vatersnamen bestehen.
Ausländer tragen in Russland heute keine Vatersnamen mehr; noch im 19. Jahrhundert war dies jedoch üblich, so dass in Russland z. B. Heinrich Johann Friedrich Ostermann als Andrei Iwanowitsch Osterman (mit Andrei [eigentlich Andreas] für Heinrich und Iwanowitsch für seinen Vater Johann Conrad), Burkhard Christoph von Münnich als Christofor Antonowitsch Minich (mit Antonowitsch für seinen Vater Anton Günther) und Karl Robert von Nesselrode als Karl Wassiljewitsch Nesselrode (mit Wassiljewitsch für seinen Vater Wilhelm Karl, wohl weil dies russischer klingt als das eigentlich korrektere Wilgelmowitsch) bekannt waren.
In der Sowjetunion hatten alle Menschen einen Vatersnamen. So hieß beispielsweise der armenische Schachweltmeister Tigran Petrosjan offiziell auf Armenisch Tigran Wartani Petrosjan (Wartani ist der Genitiv von Wartan) und auf Russisch Tigran Wartanowitsch Petrosjan (Тигран Вартанович Петросян). Inzwischen wurden die Vatersnamen in Ländern wie Estland oder Georgien wieder abgeschafft.
Als Familiennamen existieren Namen patronymischen Ursprungs in allen slawischen Sprachen, z. B. polnisch Janowicz „Nachfahr eines Jan (Johannes)“, Wojciechowski „Nachfahr eines Wojciech (Adalbert)“, Andrzejczak „Nachfahr eines Andrzej (Andreas)“, serbokroatisch Petrović „Nachfahr eines Petar (Peter)“, Ivanišević „Nachfahr eines Ivaniš (Johannes)“.
Bis zu den Teilungen Polens hatten die Juden in Osteuropa keine Familiennamen, nur das Patronym in der hebräischen Form mit Ben oder der polnischen Form mit -icz. Auf dem Balkan haben sich Familiennamen bei Nicht-Adligen erst im 19. Jahrhundert durchgesetzt, so dass etwa Vuk Karadžić seine ersten Bücher noch mit dem Patronym Vuk Stefanović (ohne Familiennamen; in Jacob Grimms deutscher Übersetzung Wuk Stephanowitsch) veröffentlichte. Im orthodoxen Bereich sind patronyme Namensbildungen mit Bezug auf den kirchlichen Beruf des Vaters ebenfalls verbreitet – vergleiche serbisch Popović „Sohn des Priesters“ (auch rumänisch Popescu „Sohn des Priesters“, Diaconescu „Sohn des Diakons“).

### Romanische Sprachen

#### Latein
Der römische Name bestand, ähnlich wie heute, aus einem Vornamen und einem Familiennamen, teilweise ergänzt durch einen oder mehrere Beinamen (Cognomen und Agnomen). In offiziellen Inschriften und Dokumenten fügte man außerdem noch die Tribus sowie den Vaternamen, z. B. Marci filius („Sohn des Marcus“), hinzu, um den Träger als römischen Bürger zu kennzeichnen. Dies unterschied ihn von einem Freigelassenen, welcher den Vornamen seines ehemaligen Herrn mit dem Zusatz libertus („Freigelassener“) trug, und den anderen Reichsbewohnern, welche ihr eigenes Namenssystem hatten und bei Erhalt des römischen Bürgerrechts einen Namen nach dem Muster der Freigelassenen annahmen, mit dem Namen des amtierenden Herrschers anstelle des ehemaligen Herrn.
Der römische Vatername wurde dem Familiennamen nach- und dem Beinamen vorangestellt (z. B. Marcus Tullius Marci libertus Tiro). Die Bildung erfolgte, indem man die geschlechtsspezifische Nominativendung -us beim Vornamen des Vaters bzw. ehemaligen Herren durch die Genitivendung -i ersetzte und den Zusatz filius („Sohn“) oder libertus („Freigelassener“) hinzufügte.
Das römische Vaternamenssystem, welches ohnehin nur nebenbei benutzt wurde, verschwand im Jahr 212 n. Chr., als Kaiser Caracalla mit der Constitutio Antoniniana das römische Bürgerrecht an fast alle Reichsbewohner verlieh. Seine Funktion, römische Bürger von den Freigelassenen und anderen Reichsbewohnern zu unterscheiden, war nun überflüssig geworden.
Nach dem Untergang des römischen Reiches kam es allerdings in einigen romanischen Sprachen teilweise wieder in Gebrauch.

#### Spanisch
In Spanien sind die 14 häufigsten Nachnamen sämtlich patronymischen Ursprungs (die meisten mit Endung auf -ez). Es sind in dieser Reihenfolge: García, González, Rodríguez, Fernández, López, Martínez, Sánchez, Pérez, Gómez, Martín, Jiménez, Ruiz, Hernández und Díaz. (eine Ausnahme ist z. B. Chávez). Somit bedeutet Pérez „Sohn von Pe(d)ro“, Sánchez „Sohn von Sancho“, Álvarez „Sohn von Álvaro“ usw. Weitere übliche Endungen sind -és, -iz, -az und -oz, z. B. Garcés („Sohn von García“), Ruiz („Sohn von Ruy“, eine Kurzform für „Rodrigo“), dgl. Díaz von Diego (Tiago = Santiago = Jakob), Muñoz von Muño usw. Über ein Drittel der Bevölkerung Spaniens trägt wenigstens einen dieser Namen.
Nachweisbar ist es erstmals im 11. Jahrhundert als es in Kastilien üblich wurde, bei adeligen Personen neben dem Rufnamen auch einen Zunamen aufzuzeichnen, wobei als Nachname zunächst ein Patronym verwendet wurde.
Zur genauen Herkunft gibt es verschiedene Hypothesen. Eine besagt, dass das Phänomen auf die Herrschaft der Westgoten auf der iberischen Halbinsel in der Spätantike zurückgeht. Auch Vornamen wie Rodrigo (Roderich) und dessen Patronym Rodríguez („Roderichs Sohn“), einer der häufigsten spanischen Nachnamen, stammen aus dem Gotischen. Nach einer anderen Theorie geht es sogar noch auf die Römer zurück, welche in offiziellen Dokumenten und Inschriften oft den Vornamen des Vaters ihrem Namen hinzufügten (z. B. Marci filius, Sohn des Marcus, abgekürzt M. f.).
Ein bekanntes Beispiel ist der spanische Nationalheld Rodrigo Díaz („El Cid“), dessen Vater Diego (Díaz = „Sohn von Diego“) hieß. Solche Nachnamen wurden unterschiedslos für Frauen wie Männer genutzt, so hieß Rodrigos Ehefrau Jimena Díaz, aber nicht, weil sie mit Rodrigo verheiratet war und seinen Nachnamen übernommen hätte, sondern weil auch ihr Vater zufällig ebenfalls Diego hieß. Der einzige Sohn des Paares hieß Diego Rodríguez (Rodríguez = „Sohn von Rodrigo“).

#### Sonstige
Weitere Beispiele für patronymisch gebildete Familiennamen in romanischen Sprachen sind:
- Französisch: -euse
- Italienisch: -i
- Portugiesisch: -es
- Rumänisch: -escu, -eanu

### Keltische Sprachen
- Gälisch: Mac-, Mc- (Sohn von), Nic- (Tochter von); außerdem: Ó-, Ua- (Enkel von), Ní- (Enkelin von)
- Walisisch: Mab-, Map-, Ap-, ap- (Sohn des)

### Indoiranische Sprachen
- Persische Suffixe: زاده -zadeh (Geburt/Abstammung von; Bsp. Hossein Alizadeh); پور -pur, -pour (Sohn; Bsp. Christiane Amanpour, Omid Nouripour); دخت -doḫt (Tochter; Bsp. Turandot); نژاد -nejad (Rasse/Geschlecht; Bsp. Mahmud Ahmadineschad)[51]
- Kurdisch: -a (weiblich), -ê (männlich), z. B. Celilê Celîl = Celîl Sohn von Celîl, auch Zad
- Belutschi: zada
- Sanskrit: häufig durch eine Vriddhi-Ableitung gebildet, z. B. Kaurava = Nachfahre des Kuru, Pandava = Nachfahre des Pandu.

### Semitische Sprachen
- Hebräisch, Arabisch und andere semitische Sprachen: Ibn, Ben, Bin oder Bar (Sohn) und Bint oder Bat (Tochter) (vgl. Jüdischer und Arabischer Name)
- Aramäisch: Bar (männlich) oder Barth (weiblich); neuaramäisch: abreh’d (männlich) oder bartho’d (weiblich)

### Ural-Altaische Sprachen
- Finnisch: -poika (männlich); -tytär (weiblich)
- Estnisch: -poeg (männlich); -tütar (weiblich)
- Ungarisch: -fi, -ffi (-sohn)
- Türkisch: -oğlu (-sohn)
- Mongolisch: -yn/-iin (Genitivendung entspr. Vokalharmonie), z. B. Süchbaataryn Batbold = wörtlich Süchbaatars Batbold, also Batbold, Sohn Süchbaatars

### Austronesische Sprachen
- Indonesisch: -putri z. B. Megawati Sukarnoputri (Megawati Tochter von Sukarno)

### Weitere Sprachen
- Griechisch: Reste in Familiennamen, zum Beispiel -poulos, -idis, -iadis, -oglou (von türkisch -oğlu (-sohn)); der Genitiv des Vornamens wird (wie in den slawischen Sprachen) als Vatername gebraucht, z. B. Giorgos Andrea Papandreou und in amtliche Identitätspapiere eingetragen.